# Punta de Hartland
La punta de Hartland (del inglés: Hartland Point) es un alto afloramiento rocoso de 99 metros de altura en la punta noroccidental de la costa de Devon en Inglaterra (Reino Unido). Queda a cinco kilómetros al noroeste del pueblo de Hartland. La punta marca el límite occidental (en el lado inglés) del canal de Bristol con el océano Atlántico siguiendo al oeste. Los romanos llamaron a este sitio el "promontorio de Hércules".

## Faro
Trinity House, la autoridad de faros de Inglaterra y Gales, tiene un faro en la punta de la península. Construido en 1874 bajo la dirección de Sir James Douglas, la torre tiene dieciocho metros de alto con la luz a 37 metros sobre el nivel del mar. Fue bendecido por Frederick Temple, obispo de Exeter, quien más tarde se convirtió en arzobispo de Canterbury. La torre fue automatizada en 1984 y es ahora controlada desde el Centro de Operaciones Trinity House en Harwich (Essex).